# Комаров, Александр Сергеевич (хоккеист)
Александр Сергеевич Комаров (род. 12 ноября 2002, Уфа) — российский хоккеист, защитник.

## Биография
Воспитанник уфимского «Салавата Юлаева». В сезоне 2020/21 дебютировал в команде МХЛ «Толпар». Со следующего сезона также стал выступать в команде «Торос» из ВХЛ. 25 марта 2022 года в гостевом матче Кубка Гагарина против «Трактора» (1:2) дебютировал в КХЛ за «Салават Юлаев». 15 июля 2024 года было объявлено, что Комаров был дисквалифицирован РУСАДА в числе ещё шестерых хоккеистов «Толпара» после того, как в их пробах был найден запрещённый мельдоний.